# 什里阿
36°25′37″N 2°52′35″E / 36.42694°N 2.87639°E

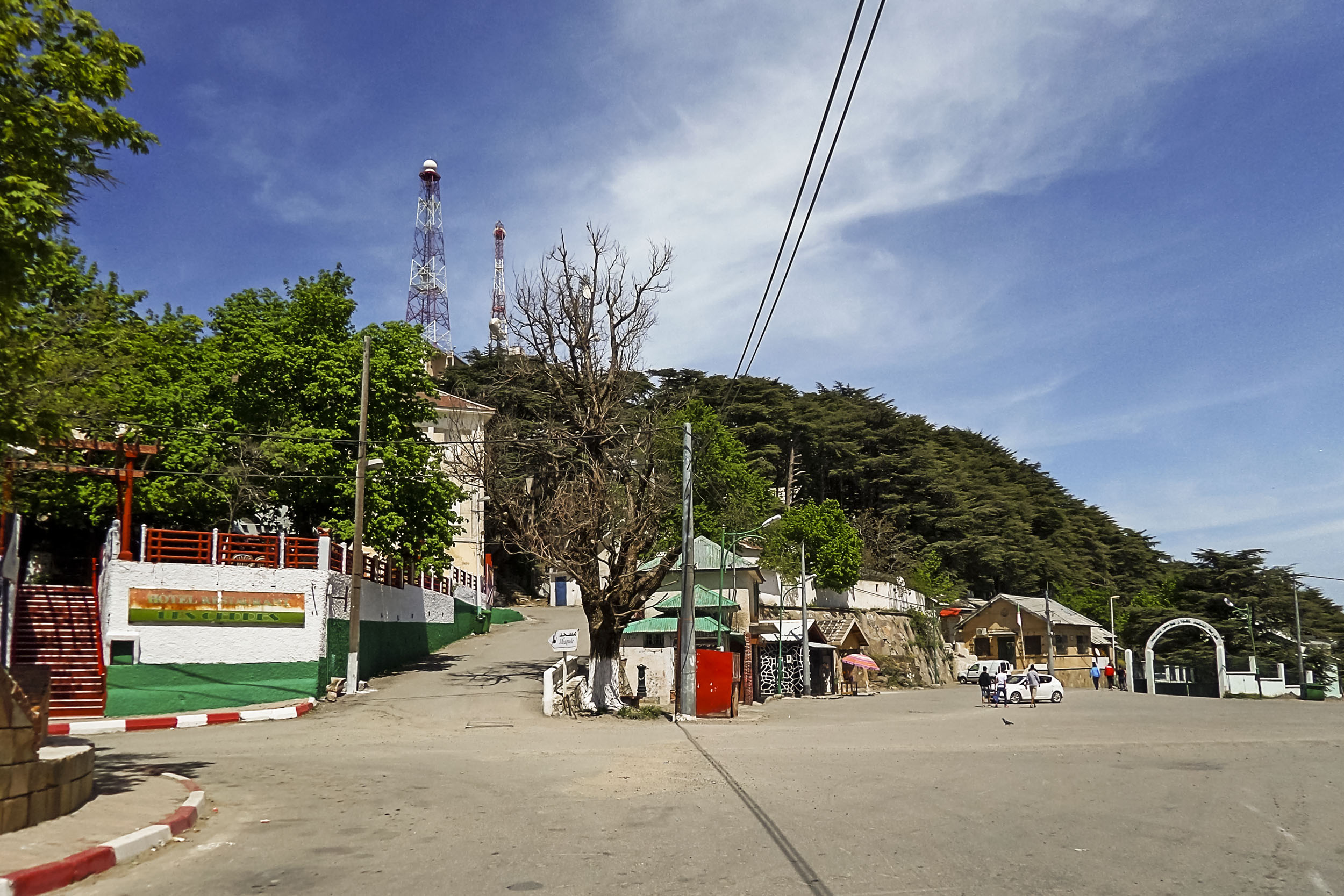

什里阿（阿拉伯语：‎），是阿爾及利亞的城鎮，位於該國北部，由卜利達省負責管轄，處於阿特拉斯山脈地區，每年平均降雨量916毫米，受地中海式氣候影響。